# Transportul energiei electrice fără fir

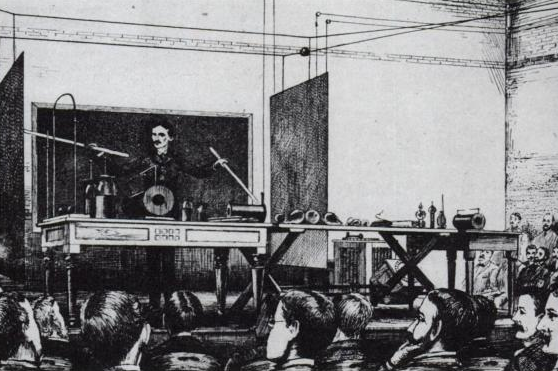
1891 - Nikola Tesla demonstrează transportul energiei electrice fără fir. După mai multe cercetări, Tesla a prezentat principiile de comunicare radio în 1893.

Transportul energiei electrice fără fir reprezintă transmiterea de energie electrică de la o sursă de energie la consumatorii de energie electrică fără conductori interconectați artificial (fără fire). Acest mod de transport al energiei este foarte util deoarece firele interconectate sunt scumpe, periculoase sau imposibile (în anumite locuri nu pot fi instalate fire electrice [de înaltă tensiune]). Problema transportului energiei fără fir este diferită de cea a telecomunicațiilor fără fir, cum ar fi cele radio sau de televiziune. Proporția de energie primită devine critică numai dacă este prea scăzută pentru ca semnalul să fie distins de zgomotul de fond. La energia electrică fără fir, eficiența este parametrul cel mai semnificativ. O mare parte din energia trimisă de instalația de producție trebuie să sosească la receptor sau receptoare pentru ca sistemul să fie economic.

## Istoric
Nikola Tesla credea că poate capta cu turnul său ceea ce numea „energie radiantă”. 

## Metode
Cea mai comună formă de transmitere a energiei fără fir este transportul prin inducție directă urmată de o inducție cu rezonanță magnetică.  Alte metode luate în considerare includ radiația electromagnetică sub formă de microunde sau lasere.
Diferite metode de transmitere a energiei fără fir au fost cunoscute de secole. Probabil cel mai cunoscut exemplu este radiația electromagnetică, cum ar fi undele radio. În timp ce aceste radiații sunt excelente pentru transmitere fără fir a informațiilor, folosirea lor nu este posibilă în cazul transmiterii puterii electrice. Deoarece radiațiile se răspândesc în toate direcțiile, cea mai mare parte a energiei electrice s-ar irosi împrăștiată în spațiul liber. 
Concentrarea radiației electromagnetice într-un punct, cum ar fi laserele, ar fi o idee mai bună, dar acest lucru nu este foarte practic și poate fi chiar periculos deoarece această metodă necesită un contact neîntrerupt de niciun obiect între sursă și dispozitivul de recepție, precum și un mecanism sofisticat de urmărire atunci când dispozitivul este mobil.
O altă metodă este utilizarea principiului de rezonanță pentru a transporta cât mai eficient energia de la emițător la dispozitivul de recepție. Un experiment MIT a folosit două bobine generatoare a unui câmp electromagnetic variabil. În momentul în care o bobină intră în rezonanță cu cealaltă, transferul de energie dintre bobine este maxim, pierderile de energie în exterior fiind minime. Procedeul este oarecum asemănător cu cel de inducție electrică folosit la transformatoare.